# Starzec cienisty
Starzec cienisty (Senecio umbrosus Waldst. & Kit.) – gatunek rośliny z rodziny astrowatych (Asteraceae Dumort.). Występuje w Europie Środkowej. W Polsce znany z jednego stanowiska w Tatrach Zachodnich (Szeroki Żleb).

## Morfologia
ŁodygaPajęczynowato owłosiona. O wysokości do 180 cm. Pod ziemią grube kłącze.
LiścieDolne liście łodygowe do 40 cm długości, eliptyczne lub jajowate, z oskrzydlonym ogonkiem. Liście ku górze coraz mniejsze i z coraz krótszymi ogonkami, te najwyższe siedzące i obejmujące łodygę sercowatą lub zaokrągloną nasadą. Wszystkie są ząbkowane i na dolnej stronie rzadko, kędzierzwo owłosione, czasami nagie.
KwiatyCytrynowożółte, zebrane w koszyczki o średnicy ok. 2,5 cm, te z kolei zebrane w podbaldach.  W koszyczku jest przeważnie 8 kwiatów języczkowatych. Listków okrywy 8-13.
OwocOwocki żeberkowane, do 3 mm długości, z białym puchem kielichowym.

## Biologia i ekologia
Bylina, hemikryptofit. Kwitnie od lipca do września. Uprawiana w ogrodzie Tatrzańskiej Stacji Terenowej PAN w Zakopanem zakwita dopiero w trzecim roku. Liczba chromosomów 2n = 40.

## Zagrożenia
Roślina umieszczona w Polskiej czerwonej księdze roślin z kategorią EW (wymarły w warunkach naturalnych). Na polskiej czerwonej liście posiada kategorię REW (wymarły w stanie dzikim na obszarze Polski).
Jedyne znane w Polsce stanowisko w Szerokim Żlebie nad Doliną Chochołowską było wybitnie zagrożone. Był to bowiem jeden tylko osobnik, na dokładkę zagłuszany przez rozrastające się młode świerki. Był obserwowany przez kilka lat. Kwitnął, ale nie zawiązywał owoców. Uznano, że jedynym sposobem na zachowanie tego gatunku w Polsce jest jego uprawa w ogrodzie Tatrzańskiej Stacji Terenowej PAN w Zakopanem, rozmnożenie i reintrodukcja.